# 哈罗德·克拉克
哈罗德·克拉克（英語：Harold Clarke，1888年—1969年3月11日），英国男子跳水运动员。他曾代表英国参加1908年、1920年和1924年夏季奥林匹克运动会跳水比赛，其中1924年奥运会获得一枚铜牌。